# Tobias Winter
Tobias Winter (* 16. Oktober 1993 in Aschbach-Markt) ist ein ehemaliger österreichischer Beachvolleyballspieler.

## Karriere
Winter wurde 2010 mit Lorenz Koraimann Fünfter der U18-Europameisterschaft in Porto. 2011 bildete er ein Duo mit Lorenz Petutschnig. Bei der Jugend-Weltmeisterschaft in Umag belegten Winter/Petutschnig den fünften Rang. Die U20-EM in Tel Aviv-Jaffa beendeten sie auf dem siebten Rang. Ein Jahr später gewannen sie den gleichen Wettbewerb in Hartberg. 2013 wurden sie Dritte der U23-Weltmeisterschaft in Mysłowice. Bei der U21-WM in Umag erreichten sie den neunten Rang. Anschließend gewann Winter mit Christoph Dressler das nationale Turnier in Fürstenfeld und spielte mit ihm auch sein erstes Open-Turnier der World Tour in Anapa. Mit Petutschnig wurde Winter Fünfter der U22-Europameisterschaft 2013 in Warna.
2014 wurden Winter/Petutschnig 17. der Fuzhou Open und Neunte in Puerto Vallarta. Außerdem spielten sie ihren ersten Grand Slam in Shanghai. In Quartu Sant’Elena nahmen sie an der Europameisterschaft teil.